# Шелл, Фрэнк
Фрэнк Ример Шелл (англ. Frank Reamer Schell; 22 октября 1884, Гаррисберг — 5 декабря 1959, Нью-Рошелл, Нью-Йорк) — американский гребец, чемпион летних Олимпийских игр 1904.
На Играх 1904 в Сент-Луисе Шелл участвовал только в соревнованиях восьмёрок. Его команда заняла первое место с результатом 7:50,0 и выиграла золотые медали.